# Antonio Radić
Antonio Radić (født 16. juni 1987) er en kroatisk YouTuber og skakspiller, der driver en youtubekanal under navnet Agadmator. I oktober 2020 var hans kanal den mest populære skakkanal på YouTube med mere end 1 mio. følgere. På kanalen analyserer Radić både nye og historiske skakpartier, og fokuserer ofte på store nylige turneringer som Grand Chess Tour-arrangementer, og fokuserer på historiske partier. Hans kanal er blevet krediteret for at have igangsat en fornyet interesse i skak i den brede befolkning.
Radićs højeste FIDE-rating var på 2010, som ha opnåede i juli 2010. Hans nuværende rating er omkring 1950. Selvom han ikke deltager i mange internationale skakturneringer er han aktiv på forskellige online skakplatforme inklusive Lichess og chess.com. Sammenlagt har hans videoer over 354 millioner visninger.

## Eksterne henvsninger
- agadmator's kanal på YouTube
- Kumthekar, Shubham (11. juni 2020). "Agadmator: "Be consistent and make content that you enjoy yourself!"". followchess.com. Arkiveret fra originalen 16. december 2020. Hentet 12. juni 2020.
- Ninan, Susan (4. august 2020). "Agadmator: From smalltown Croatia, an unlikely chess phenomenon". espn.com. Hentet 21. august 2020.
- Antonio Radićs profil på chesstempo.com (engelsk)
- Antonio Radićs profil hos FIDE (engelsk)